# Джурджиков, Таджи
Таджи Джурджиков — советский хозяйственный, государственный и политический деятель, Герой Социалистического Труда.

## Биография
Родился в 1906 году в селении Атаяб. Член КПСС.
С 1920 года — на хозяйственной, общественной и политической работе. В 1920—1956 гг. — батрак, работник в собственном хозяйстве, колхозник, звеньевой, бригадир хлопководческой бригады колхоза имени Тельмана Ленинского района Ташаузской области Туркменской ССР.
Указом Президиума Верховного Совета СССР от 21 июля 1950 года присвоено звание Героя Социалистического Труда с вручением ордена Ленина и золотой медали «Серп и Молот».
Умер в селении Атаяб после 1957 года.